# 기타우치 고세이
기타우치 고세이(일본어: 北内 耕成, 1974년 4월 25일 ~ )는 일본의 전 축구 선수이다.

## 구단 경력
과거 사간 도스에서 활동하였다.